# Adolphe Landry

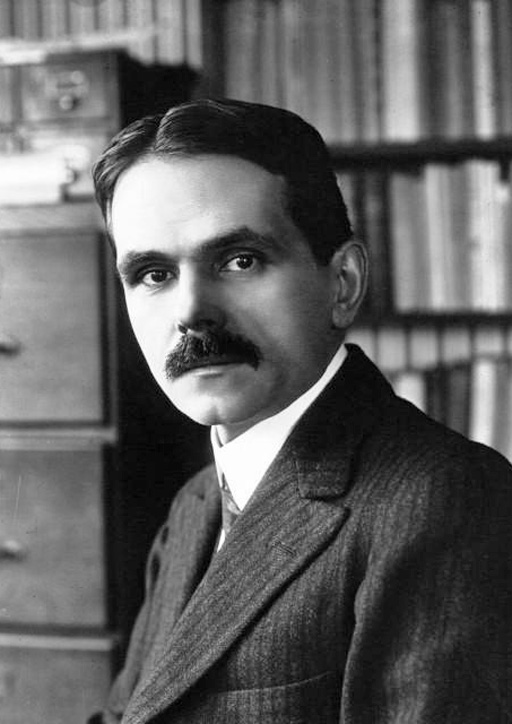
Adolphe Landry

Adolphe Landry (* 29. September 1874 in Ajaccio; † 28. August 1956 in Paris) war ein französischer Wirtschaftswissenschaftler und Politiker. Er war Abgeordneter, Senator und mehrfacher Minister während der Dritten Republik; als Ökonom sind heute am stärksten seine Arbeiten zur Demografie in Erinnerung.

## Familie und Studium
Adolphe Landry wurde in eine Familie radikalsozialistischer Intellektueller geboren, die mit den Bonapartes verwandt war. Seine Mutter Augustine Meuron (1844–1926) und ihr Vater Timothée Landry (1841–1912), ein Jurist, der später Kammerpräsident am Berufungsgericht in Paris wurde, zogen 1883 von Korsika nach Nîmes und 1896 weiter in die Hauptstadt. Seine Tante war die Malerin Aglaé Meuron (1836–1925). Sein Großvater war der Marineoffizier François-Timothée Landry (ca. 1769–1805). Er hatte fünf Geschwister:
- Josèphe, genannt Seppa, (1869–1871), die an Tuberkulose starb;
- Eugène Landry (1872–1913), Agrégé in Französisch und Italienisch, Dr. phil., Dozent am Nationalinstitut in Florenz;
- Marie Long-Landry (1877–1968), Ärztin, erste weibliche Chefärztin in Frankreich;
- Marguerite Pichon-Landry (1877–1972), Präsidentin des Conseil national des femmes françaises;
- Lasthénie Thuillier-Landry (1879–1962), Ärztin, erste weibliche Klinikchefin in Frankreich.

1897 heiratete er Lucie Thuillier (1877–1956), mit der er drei Kinder hatte. Hélène (1898–1962), die jüngste, war mit dem französischen Politiker César Campinchi verheiratet.
Adolphe besuchte die Sekundarschule in Nîmes, wo sein Vater Präsident des Gerichts war, und anschließend das Lycée Louis-le-Grand. Er studierte an der École normale supérieure (Rue d’Ulm), wo er eine Agrégation de philosophie erwarb, die ihn als außerordentlichen Professor für Philosophie qualifizierte. Danach studierte er an der Sorbonne Jura. 1901 verfasste er seine Dissertation mit dem Titel L’utilité sociale de la propriété individuelle (Der soziale Nutzen des individuellen Eigentums), die er Charles Andler widmete.

## Politische Laufbahn
Im Jahr 1910 wurde er zum Abgeordneten für Korsika gewählt. Von 1914 bis 1919 war er Vorsitzender der Fraktion der Union républicaine radicale et radicale-socialiste in der Abgeordnetenkammer. In den Kabinetten Millerand I und II sowie Leygues war er vom 20. Januar 1920 bis zum 16. Januar 1921 Marineminister. In dieser Funktion erneuerte er die Académie de marine. Danach war er kurzzeitig Minister für öffentliche Bildung, schöne Künste und technische Ausbildung im Kabinett François-Marsal im Juni 1924. Schließlich war er Minister für Arbeit und soziale Vorsorge in den Kabinetten Laval I, II und III vom 27. Januar 1931 bis zum 19. Februar 1932. Seinen Sitz als Abgeordneter behielt er bis 1932. Er wurde 1936 erneut gewählt und behielt seinen Sitz bis 1940. Bei der Abstimmung über die diktatorischen Vollmachten für Philippe Pétain 1940 enthielt er sich der Stimme.
1945 wurde er in die Assemblée constituante de 1945 gewählt und behielt sein Amt bis 1946. 
Im Jahr 1946 wurde er Senator von Korsika und blieb bis 1956 im Amt. Er war außerdem Bürgermeister von Calvi.
Landry setzte sich leidenschaftlich für pronatalistische Ideen und die Sache der Familien ein. Er war wesentlich an der Einführung des Kindergelds 1932 beteiligt („Loi Landry“) und inspirierte das Familiengesetzbuch von 1939.
Im Jahr 1947 zog er nach New York, um die International Union for the Scientific Study of Population (International Union for the Scientific Study of Population) neu zu gründen, und wurde zum Präsidenten dieser Organisation gewählt (später zum Ehrenpräsidenten). Politisch stand er in seinen letzten Jahren dem Rassemblement des gauches républicaines (Sammlung der republikanischen Linken) nahe.

## Werk

### Ökonomie
In seiner Dissertation stellte Landry die Arbeit von Karl Marx als eine wichtige Errungenschaft dar, die jedoch korrigiert und verbessert werden könne. Er verurteilte den Kapitalismus und dessen Profitgier und sah den Wert in einer Form des Sozialismus, die Marginalismus und Liberalismus einbezog. Diese These wurde ausführlich, aber eher ablehnend kommentiert. Danach schrieb er 1904 sein Hauptwerk L’intérêt du capital. 1907 wurde er auf den Lehrstuhl für Wirtschaftsgeschichte an der École pratique des hautes études berufen.
In diesen beiden Werken zeigt sich der Einfluss Eugen Böhm von Bawerks. 1907 schrieb er in der Rivista di Scienza einen Artikel mit dem Titel: L’École économique autrichienne (Die Österreichische ökonomische Schule). Er verwendete die österreichische marginalistische Analyse in seinem 1908 veröffentlichten Manuel Economique (Ökonomisches Handbuch). Für Landry kann die marginalistische Analyse das erreichte Gleichgewicht nur im Rahmen des Privateigentums erklären. Seiner Meinung nach besteht das Problem dann darin, dass dieses Gleichgewicht nicht unbedingt einem Optimum der sozialen Wohlfahrt entspricht.
Charles Andler bedauerte, „dass er einer Ökonomie nachgegeben hat“, die dazu tendiere, „den Sozialismus auf die Lösung des Problems des materiellen Wohlfahrtsoptimums zu reduzieren“. Während dieser Zeit versuchte er, seine Tätigkeit als Forscher und als politisch engagierter Mann der Tat miteinander zu vereinbaren und beteiligt sich an einer 1907 veröffentlichten Sammlung mit dem Titel Le socialisme à l'oeuvre (Der Sozialismus am Werk).

### Demografie
Laut Bernard Ducros erkannte Landry, dass die private Aneignung von Produktionsmitteln nicht unbedingt mit dem Interesse der Gesellschaft unvereinbar ist. Vielleicht war also die Schwierigkeit, Marginalismus und Sozialismus miteinander in Einklang zu bringen, einer der Gründe, warum er sich für die Demografie interessierte. Ducros behauptet auch, dass seine Studien seit seiner Dissertation einen demografischen Inhalt hatten, da er sich bereits für den Begriff „Sozialprodukt, verstanden als Maximierung des durchschnittlichen Wohlbefindens einer variablen Bevölkerung“ interessierte.
Landrys Interesse an der Demografie entwickelte sich in der Zwischenkriegszeit und gipfelte 1934 in der Veröffentlichung von La Révolution démographique (Die demografische Revolution). In diesem Buch wurde die Entwicklung der Weltbevölkerung vom 18. Jahrhundert bis zur Zwischenkriegszeit untersucht. Landry identifizierte drei demografische Phasen, wobei die letzte die Stagnation oder Entvölkerung war. Er sagte, die Regierung sollte darauf reagieren, indem sie Eltern starke Anreize für mehr Kinder bietet, wie z. B. Familienbeihilfen und Kinderbetreuung. Landry argumentierte, dass eine weltweite Verschiebung der relativen Größe der Bevölkerung von Ländern das Kräfteverhältnis verändern und die Position Frankreichs bedrohen würde.
Landry war der Ansicht, dass die menschliche Bevölkerung vor der Mitte des 18. Jahrhunderts streng durch die Ressourcen reguliert wurde, die zur Unterstützung dieser Bevölkerung zur Verfügung standen. Danach gab es in Europa eine Übergangsphase, in der die Menschen in der Lage waren, die Länge ihres Lebens und die Anzahl ihrer Kinder zu regulieren. Die Menschen reagierten auf den Rückgang der Kindersterblichkeit, indem sie die Anzahl ihrer Kinder begrenzten. Es würde eine Verzögerung geben, während die Bevölkerung lernte, dass der Rückgang der Kindersterblichkeit real war, und sich an die neuen sozialen Normen anpasste, die großen Familien weniger Bedeutung beimessen. Er war der Meinung, dass es in der letzten Phase eine echte Möglichkeit der Entvölkerung gab. Landrys Theorien waren Vorläufer der Theorie des „demografischen Übergangs“, die sich nach dem Zweiten Weltkrieg entwickelte.
Als sein Hauptwerk zu diesem Thema gilt sein 1945 veröffentlichtes Traité de Démographie (Abhandlung über Demografie).

## Veröffentlichungen
- L’utilité sociale de la propriété individuelle. Étude d'économie politique. Georges Bellais, 1901.
  - Neuauflage 2018, FB&C Limited, ISBN 978-0-26685-954-3.
- La responsabilité pénale, Félix Alcan, Sammlung « Bibliothèque de philosophie contemporaine », 1902.
- L’intérêt du capital. Ciard et Brière 1904.
  - Neuausgabe 2018, Creative Media Partners, LLC, ISBN 9780270743937.
- Manuel d’économique. À l’usage des facultés de droit. V. Giard et E. Brière, 1908.
  - Neuausgabe 2018, Creative Media Partners, LLC, ISBN 978-0-27444-393-2.
- Notes critiques sur le Nicole Oresme de M. Bridrey, Champion, 1909.
- Essai économique sur les mutations dans l’ancienne France de Philippe le Bel à Charles VII. Honoré Champion, 1910.
- Le Crédit industriel et commercial. Dunod & Pinat, Éditeurs, 1914.
- La politique commerciale de la France. Sirey, 1934.
- La Théorie de l'intérêt d'après Irving Fisher. Sirey, 1934.
- La révolution démographique. Études et essais sur les problèmes de la population. 1934.
  - Neuauflage 2021, Ined Éditions, ISBN 9782733290088[27]
- Traité de démographie. Payot, 1945.